# Islam libéral
L'islam libéral se distingue des mouvements réformateurs islamiques en ce sens qu'il s'intègre dans le courant du libéralisme théologique que connurent les autres monothéismes au tournant du XIXe siècle et XXe siècle tandis que les mouvements réformateurs islamiques incluent aussi bien les mouvements réformateurs intégristes. Sur ce point, l'expression anglophone Mouvements libéraux islamiques peut prêter à une ambiguïté que l'expression européenne vise à lever, spécifiquement si elle empêche de réduire l'islam libéral à la mise aux normes d'une modernité sociétale.
- L'islam libéral traite des disciplines historiques et critiques concernant les origines de l'islam et du Coran[note 3]
- L'islam libéral désigne aussi un mouvement réformateur au sein de l'islam qui concilie modernité et religion musulmane si l'on considère que la modernité se définit en une liste d'un certain nombre de sujets sociaux et sociétaux, qui semblent tabous dans les sociétés islamiques, comme le sont respectivement la place des femmes ou les relations de la religion et de l'État[biblio 1]. Les auteurs en sont aussi bien des militants associatifs que des auteurs académiques ou encore des théologiens. Ces théologiens et théologiennes se réclament du sunnisme comme du chiisme.

Il faut aussi distinguer
- le courant libéral de l'islam, dit aussi « progressiste », dont les tenants visent à restaurer le pluralisme des interprétations au sein même de l'islam, contre une simple lecture d'un texte qui se suffirait à soi-même[biblio 2],[biblio 3], que véhiculent les courants actuellement dominants qui sont les plus fondamentalistes
- de l'islam sécularisé[note 4], aussi nommé « islam laïc » dans les pays francophones[note 5], dont les tenants considèrent que l'islam construit une part importante de l'Homme, spécifiquement dans son comportement moral, et du citoyen mais est une religion dont ils se reconnaissent agnostiques

Avant même les aspects sociétaux, comme la défense de la laïcité, la non-obligation voire la restriction du port du voile islamique ou le refus des peines corporelles prévues par la charia ou le jihad sont autant de points (non exhaustifs) défendus par une grande partie des « musulmans libéraux » du XXIe siècle. La Nahda est d'abord un courant d'approfondissement théologique.

## Concept de crise moderniste

### Définition
À partir de la crise moderniste qui traversa le christianisme depuis le Syllabus jusqu'à Vatican II, on peut définir une crise moderniste de la façon suivante. C'est la lutte d'une ou plusieurs autorités, dont au moins une religieuse, pour obtenir à leur seul profit la légitimité de l'interprétation.
Elle nécessite :
- un seuil critique de population alphabétisée[biblio 6] ;
- un développement économique qui porte la pensée de ses élites au-delà de leurs frontières[biblio 6] ;
- plusieurs pôles de légitimité possibles[biblio 6].

### Cas de l'islam
Le concept de crise moderniste est peu étudié en ce qui concerne l'islam sauf, pour les auteurs francophones, par Gilles Kepel, Malek Chebel et Abdelwahab Meddeb, Makram Abbes.

#### Similitudes

##### Un seuil critique de population alphabétisée
Dans le monde arabo-musulman 50 % de la population est alphabétisée mais dans le monde asiatique, la population bénéficiant d'une éducation supérieure est plus importante en fonction des foyers de population et de la volonté du colonisateur anglais de dégager une élite indienne accueillie dans ses universités alors que, dans la formation d'élites locales, la colonisation française fut différente.

##### Un développement économique
La crise moderniste rebondit du XIIIe au début du XXe siècle, quand la découverte du pétrole en Arabie saoudite et l'alliance avec les États-Unis (protection de la dynastie monarchique saoudienne contre fourniture permanente du pétrole) conduit à ce que l'école wahhabite supplante l'école égyptienne, avec la création des Frères musulmans en Égypte. On parle alors d'islam capitaliste.

##### Plusieurs pôles de légitimité possibles.
Dans le cas de la crise moderniste du christianisme, les 3 pôles de légitimité étaient l'université allemande et française,, les protestantismes européens, l'Église catholique romaine, ces deux derniers pôles étant en conflit ouvert puis larvé depuis le concile de Trente.
On a aussi les deux autorités réclamant l'orthodoxie :
- l'école wahhabite qui vient combattre l'adoration des saints et des mausolées, mais qui réclame le monopole de l'interprétation, et accentue sa mainmise sur les lieux saints[biblio 13] ;
- l'école égyptienne, qui bénéficiait de cette autorité et de cette légitimité jusqu'à Mohammed Abduh[biblio 13] ;
- s'y ajoute la montée de l'islam asiatique dont l'islam indonésien[biblio 14] ;
- s'y ajoute l'université occidentale, du fait du jeu des alliances[biblio 15](l'Empire ottoman puis la plupart les États qui découlent de son dépeçage sont alliés de l'empire allemand tandis qu'après la guerre de 1914-1918, une partie d'entre eux sont mis sous protectorat par les puissances françaises et britanniques) dont l'archéologie allemande et britannique[note 8],[biblio 16]. La polémique entre Ernest Renan et Jamal Al Dîn Al Afghani[note 9], en porte témoignage ;

Pour en combattre l'influence, les frères musulmans reprennent à Oswald Spengler sa théorie du déclin de l'Occident. On peut aussi s'interroger sur l'apport anti-moderniste de René Guénon qui, dans La Crise du Monde Moderne, 1927 récuse les éléments civilisateurs de la science moderne au nom de la règle religieuse, et ou encore et la développent en « occidentalisme »

#### Originalités
Toutefois, la crise moderniste musulmane connaît des spécificités que ne connut pas son homologue chrétienne avant la période récente :
- l'irruption de théologiennes dans le champ du débat ; Le courant du féminisme islamique (la Marocaine Fatima Mernissi, l'Égypto-Américaine Leila Ahmed, etc.) font partie de l'islam libéral, qui porte une attention particulière à l'ijtihad (l'interprétation du Coran).
- l'accent mis sur les questions sociétales[biblio 19] ;
- Un déroulement en deux temps[biblio 20] (de 1917[4] à 1948) puis de 1979 à nos jours. Dans un premier temps que la période de la crise moderniste musulmane[biblio 21] est, dans un premier temps, quasiment identique à la période de la crise moderniste du christianisme, c'est la période des réformateurs de la Nahda. Selon Kepel, elle subit une interruption jusque 1979 quand l'irruption de Khomeyni sur la scène politique la relance. Dans sa deuxième partie, on peut considérer généralement que les penseurs musulmans non arabes élaborent une réponse libérale au pacte wahhabo-salafiste[note 12] et que ces penseurs et théologiens se répartissent sur la totalité de l'aire géographique traditionnelle de l'islam comme sur celle de la diaspora musulmane. Avec les décolonisations et la chute de l'empire soviétique, la crise moderniste musulmane reprend là où elle a été interrompue[biblio 22].

On distinguera donc 2 générations de penseurs libéraux, celle contemporaine de la crise moderniste et le libéralisme théologique contemporain, auxquels s'ajoutent les positivistes.

## Principaux auteurs et penseurs représentatifs
La liste ne prétend pas être exhaustive. La lutte contre le colonisateur anglais a conduit certains d'entre eux à rejoindre les courants les plus conservateurs. C'est le cas de Al Afghani et de Mohammed Rida.

### Les réformistes
| noms                             | dates       | pays              |
| -------------------------------- | ----------- | ----------------- |
| Muhammad Abduh                   | 1849-1905   | Égypte            |
| Jamal Al Dîn Al Afghani          | 1838-1897   | Afghanistan       |
| Abd al-Hamid Ibn Badis           | 1889-1940   | Algérie           |
| Muhammad Iqbal                   | 1873-1938   | Inde              |
| Abd al-Rahman al-Kawakibi        | 1842-1902   | Syrie             |
| Mohammed Rachid Rida             | 1865-1935   | Syrie             |
| Mouhammad Nâsir Ad-Dîn Al-Albâni | 1914-1999   | Syrie             |
| Malek Bennabi                    | 1905 à 1973 | Algérie.          |
| Mezri Haddad                     | 1961        | Tunisie et France |

### Les libéraux
| Ali Abderraziq       | 1888-1966 | Égypte                   |                       |      |                  |
|                      |           |                          |                       |      |                  |
| Mohammed Arkoun      | 1928-2010 | Algérie                  |                       |      |                  |
| Soheib Bencheikh     | 1961      | France                   |                       |      |                  |
| Ghaleb Bencheikh     | 1960      | France                   |                       |      |                  |
| Abdennour Bidar      | 1971      | France                   |                       |      |                  |
| Abdelmajid Charfi    | 1942-     | Tunisie                  |                       |      |                  |
| Abdurrahman Wahid    | 1940-2009 | Indonésie                |                       |      |                  |
| Mohamed Charfi       | 1936-2008 | Tunisie                  |                       |      |                  |
| Malek Chebel         | 1953-2016 | Algérie                  |                       |      |                  |
| Dounia Bouzar        | 1964      | France                   |                       |      |                  |
| Asghar Ali Engineer  |           | Inde                     |                       |      |                  |
| Farid Esack          | 1959-     | Afrique du Sud           |                       |      |                  |
| Hassan Hanafi        | 1935-     | Égypte                   |                       |      |                  |
| Rifat Hassan         |           | États-Unis               |                       |      |                  |
| Muhammad Khalafallâh |           |                          |                       |      |                  |
| Fatima Mernissi      | 1940-2015 | Maroc                    |                       |      |                  |
| Ebrahim Moosa        | 1940      | Afrique du Sud           |                       |      |                  |
| Chandra Muzaffar     |           | Malaisie                 |                       |      |                  |
| Abdullahi an-Naïm    |           | Soudan                   |                       |      |                  |
| Nurcholish Madjid    | 1939-2005 | Indonésie                |                       |      |                  |
| Fazlur Rahman        | 1929-1982 | Pakistan                 |                       |      |                  |
| Youssef Seddik       | 1943      | Tunisie et France        |                       |      |                  |
| Shamima Shaikh       | 1960-1998 | Afrique du Sud           |                       |      |                  |
| Muhammad Shahrour    | 1938-     | Syrie                    |                       |      |                  |
| Abdul Karim Soroush  | 1945-     | Iran                     |                       |      |                  |
| Ahmad Syafi'i Maarif | 1935      | Indonésie                |                       |      |                  |
| Mahmoud Mohamed Taha | 1909-1985 | pendu au Soudan en 1985  |                       |      |                  |
| Ulil Abshar Abdalla  | 1967      | Indonésie                |                       |      |                  |
| Amina Wadud          | 1952-     | États-Unis               |                       |      |                  |
| Nasr Hamid Abû Zayd  | 1943-2010 | Égypte, vit aux Pays-Bas | Ludovic-Mohamed Zahed | 1977 | Algérie & France |

### Les positivistes
Mohamed Hamouda Bensai de 1902 à 1989, Algérie.

## Les sujets disputés
Le caractère de couple de forces antagoniques entre l'islam libéral (eng: progressive islam, i.e. "islam progressiste") et le wahabisme est bien indiqué par Omid Safi.
Il le présente en opposition à ce qu'il nomme "web islam" ou "pamphlet islam" qui, selon lui, "réduit l'islam à un 6-pages" :
- "Le statut des Femmes en islam,"
- "Le concept de Dieu en islam"
- "Le concept de Prière en islam"
- "L'islam est simple", un slogan qui permet d'éviter toute discussion, et qui enjoint d'accepter un système unique d'interprétation ;

Contre ce prêt à penser le mouvement libéral entend travailler les diverses traditions de la pensée et des pratiques musulmanes, sachant qu'une partie de ces interprétations sont des éléments du problème tandis que d'autres offrent des solutions à des problèmes en devenir.
L'ambition de l'islam progressiste ne se limite ni à être une force anti-wahabite ni à déshumaniser les tenants du wahhabisme. Le dynamisme du mouvement consiste :
- à interroger la revendication d'orthodoxie du wahabisme dont la diffusion rapide repose plus sur les pétro-dollars[biblio 24] que sur la qualité théologique ; ce serait plutôt un appauvrissement théologique[biblio 25]
- à interroger la légitimité de ce courant à traiter le soufisme en hérésie et à écraser la structure philosophique de l'islam.

### Sources théologiques des positions anti modernistes
Ibn Taymiyya est considéré comme le père fondateur du wahhabisme et du salafisme, à savoir de l'intégrisme musulman contemporain. Curieusement, les sciences et techniques sont absentes du catalogue d'Ibn Taymiyya alors que leurs origines étrangères sont patentes Parmi ces influences impures, il désigne :
- les aires de développement de la philosophie dont la semence est grecque[biblio 27],
- le soufisme, "greffe où croisent les influences indiennes, iraniennes et chrétiennes"[biblio 28],
- l'interprétation musulmane de la Bible[note 15], qui permet de développer les passages elliptiques du Coran par le recours au corpus biblique et rabbinique
- le culte des saints, qui s'enracine dans le fond grec, mésopotamien et égyptien.

Certaines caractéristiques sont communes dans la situation de l'islam depuis 1979 et la situation du christianisme au milieu du XIXe siècle depuis le Syllabus :
- existence d'un système de couple[note 16] entre une force fondamentaliste et un courant de pensée libéral qui le conteste[biblio 29] Les idées du courant libéral s'opposent à l'interprétation wahhabite, laquelle se revendique orthodoxie. Le courant wahhabite, voire à certaines écoles juridiques sunnites condamnent ce courant sous le nom de sécularisme parfois d'innovation toute réouverture de l'ijtihad.
- mise en avant de nouveaux interdits par les courants fondamentalistes spécialement dans ses aspects sociaux : qualifiant le hijab d'obligatoire, et reconnaissant les peines corporelles prévues par la charia[note 17] Les courants libéraux contestent ces nouveaux interdits, ces nouvelles prescriptions.
- mise sous le boisseau de nombreux penseurs traditionnels musulmans qui peuvent être considérés cependant comme libéraux, aussi bien les penseurs mutazilites que des penseurs, philosophes ou théologiens dont l'œuvre est pourtant plus connue comme Al-Kindi (796-870), Al-Farabi (872-950), Al-Ghazzali (1058-1111), Abou Bakr ibn Tufayl (1110-1185)[biblio 30]. Les courants libéraux appellent au renouveau de l'abkharisme et puisent des ressources théologiques dans les divers soufismes[biblio 31]
- condamnation de la recherche historico-critique sur le Coran par les plus fondamentalistes, pour lesquels le texte du Coran se suffit à lui-même, allant jusqu'à oublier les traditionalistes médiévaux[biblio 32] tandis que les courants libéraux l'encouragent[biblio 33].

### Réouverture de l'ijtihad
Faire "de l'interprétation une tâche perpétuelle, jamais achevée, toujours recommencée, loin des vérités naïves et des évidences fallacieuses qui fanatisent les foules".
les penseurs libéraux regrettent le quasi-monopole du manuel d'Ibn al-Kathîr (fin 13e) dans l'enseignement officiel qui simplifie à l'extrême et conduit à l'accueil des théories intégristes.. Ils recommandent pour la qualité de leurs explications:
- le commentaire de Tabarî (IXe siècle)[biblio 36]
- le commentaire de Zamakhsharî (XIe siècle)[biblio 37]
- les Clefs du Mystère de Fakhr ad-Dîn Râzî (XIIe siècle)[biblio 38]

L'auteur souligne que ces traités ne répugnent pas à recourir aux Isra'iliyat c'est-à-dire aux écritures juives et chrétiennes et aux traités médiévaux qui leur sont consacrés par des auteurs arabes contrairement à l'antisionisme qui est la règle dans l'intégrisme musulman contemporain

### Exégèse scientifique et critique
L'appréciation diverse des travaux scientifiques en cours dans le champ des recherches coraniques peut être considérée comme un marqueur des frontières entre les différents courants religieux propres à l'islam. Dans le vocabulaire polémique qu'ils échangent, on retrouve celui utilisé par les divers protagonistes de la crise moderniste, cette fois-ci enrichi par des aspects géopolitiques.

« on touche au tabou coranique qui semble être très présent chez les musulmans, aujourd'hui. Alors que, dans la tradition islamique elle-même, la question de la formation du texte coranique a été traité pour constituer des controverses, et a produit toute une littérature. Ce sont des textes présents, publiés, les savants, les «sachants» les connaissent, mais pas le musulman «ordinaire». Je rappelle tout simplement un livre qui vient de paraître, écrit en langue arabe, qui date de la fin du IXe siècle, qui a pour titre «La révélation et la falsification» et il est question du Coran falsifié. »

— Abdelwahab Meddeb

#### Exégèse scientifique du Coran
Des tensions internes, parfois considérables, circulent dans le monde islamique, et cela dès ses origines. La plupart sont liées à l’idée que les musulmans se font des enseignements à tirer des textes sacrés ; en particulier la querelle entre les mutazilites et leurs opposants sur la question du "Coran incréé", un concept qui évolue actuellement en "Coran préservé", s'entend "préservé de toute corruption" en dépit des révélations faites à ce sujet tant par l'exégèse traditionnelle. Les mu'tazilites soutiennent que le Coran est créé et dès le VIIIe siècle, ceux-ci, largement inspirés par la rationalité grecque, s’engagent dans la voie de l’exégèse. Ils seront défaits par l'irruption de l'école hanbalite et, selon Seddik, dès lors, tout exégèse scientifique sera verrouillée. De plus, les obscurités du texte sont légion ; de ce fait, il prête à interprétation.
Le premier de ces courants de tension est le Coran, censé avoir été directement révélé par Dieu à son Prophète. Or, jusqu'aux années 1970, le grand public ne savait rien des conditions dans lesquelles la parole divine avait été consignée par écrit, non plus que les voies par lesquelles le texte avait été stabilisé. Les travaux du pionnier Ignaz Goldziher (1850-1921) et Theodor Nöldeke étaient restés dans l'intimité des cercles de chercheurs. Il fallut attendre les travaux de John Wansbrough pour que ce travail connaisse une certaine notoriété.
En Égypte par Nasr Hamid Abû Zayd partage cette direction de recherche ; il a dû se réfugier en Europe pour avoir osé proclamer : « Si le Coran est un texte sacré, la langue arabe dans laquelle il a été transmis, est un langage humain ».
Ouvrir le chantier de la genèse du texte pour atteindre le jugement philologique orienté selon les critères de l'historicité ; en particulier la relation entre la Torah, les évangiles devrait intéresser le penseur musulman en cela que le texte la trahit et que la tradition musulmane en fait état. Au XIIIe siècle à Damas, le soufi Ibn Hud tenait un séminaire chez lui, fréquenté par les musulmans et par les juifs, dans lequel il commentait la Bible. Selon Abdelwahab Meddeb, cet intérêt est le critère de distinction entre l'islamisme et l'islam,.

#### Travaux sur les origines de l'islam
Des travaux comme ceux de Édouard-Marie Gallez, montrant des origines judéo-nazaréennes à l'islam sont bien accueillis par les musulmans libéraux et dénigrés comme manœuvre occidentale contre l'islam  par l'ensemble des courants salafo-wahabites.

##### charia
- évolution de la charia[biblio 50]
- concept de charia de minorité[biblio 51]

##### distinguer le conjoncturel et l'éternel dans la révélation coranique
Toute la difficulté consiste à distinguer l'essentiel du conjoncturel dans les 6236 versets du Coran
Ce type de problématique n'a pas seulement été envisagé en ce qui concerne les relations à entretenir ou à ne pas entretenir avec les juifs et les chrétiens, comme dans le cas de l'article cité en référence. La problématique vient des règles actuellement en vigueur concernant l'abrogeant et l'abrogé. D'une façon générale, les groupes intégristes considèrent que la chronologie gère l'abrogeant et l'abrogé et de ce fait, les considérations belliqueuses Médinoises prennent le pas sur les considérations plus théologiques révélées dans la période mecquoise.
Les penseurs libéraux, comme Rachid Rida, e.g. en ce qui concerne la condamnation des juifs, affirment que cette condamnation ne vaut que pour les juifs de Médine de l'époque. Ce n'est donc pas la chronologie mais les circonstances de la révélation qui gèrent l'abrogeant et l'abrogé.

### Enjeux sociaux et sociétaux
Un certain nombre de problématiques explorées par les sociétés occidentales se retrouvent dans les réflexions de l'islam libéral. Si elles sont clairement identifiées, elles ne revêtent ni le même caractère de priorité ni exactement le même contenu que dans les sociétés occidentales. Cependant, la réflexion est aussi alimentée par le grand nombre des musulmans vivant dans les sociétés occidentales, le plus souvent improprement nommés "musulmans modérés".

#### Genre
Les questions de genre s'entendent globalement comme la défense du droit des femmes et les diverses questions relative à l'homosexualité et à ses disciplines associées. Pour un panorama du sujet, on peut consulter le Safra project qui donne une bibliographie académique dont le titre est Sexuality, Gender and Islam - Bibliography.

##### Femmes
« J'ai assisté dans mon enfance (les années 1950), dans cette citadelle de l'islam qu'était la Medina de Tunis où j'ai grandi, au dévoilement des femmes au nom de l'occidentalisation et de la modernité ; cela a concerné les femmes, les filles et les sœurs des docteurs de la loi qui tenaient chaire dans la millénaire université théologique de la Zitouna (l'une des 3 plus importantes de l'islam sunnite avec Al Quaraouiyine de Fès et Al-Azhâr au Caire. Ce dévoilement des femmes dans le milieu conservateur où j'ai grandi n'était pas seulement le résultat de l'action émancipatrice de Bourguiba. Dans le contexte marocain plus traditionnel, le roi Mohammed V lui-même avait dévoilé ses filles. C'était dans l'air du temps, et pas seulement en raison de la proximité de la France avec le Maghreb. Dans tout le monde arabe, le dévoilement des femmes avait correspondu à un processus commencé dès la fin du XIXe siècle. »

Contrairement à ce qui se passe dans les courants libéraux des 2 autres monothéismes, les questions de genre et la revendication féministe ne sont pas déterminantes pour distinguer ce qui est libéral de ce qui est conservateur.

« Certains érudits musulmans de sexe masculin attachés à la démocratie et défendant un semblant d’islam progressiste peuvent encore partir du principe que les femmes sont des êtres de seconde classe et ne reconnaissent pas leur marginalisation dans l’histoire de l’islam. Des universitaires et des personnalités musulmanes jouent même parfois au jeu dangereux du double langage, et tiennent des propos différents selon leur public, ou posent pour la galerie. »

— Norhayati Kaprawi
Les questions de genre sont prises en charge aussi bien par certains courants de théologie conservatrice comme par des courants libéraux. On parle donc de :
- féminisme islamique
- féminisme musulman ou de féminisme dans le monde musulman, que ce monde se situe ou non dans une société musulmane. Celui-ci comprend à la fois des recherches académiques et des recherches croyantes.

Le féminisme musulman n'a rien d'une innovation. Au tournant des XIXe et XXe siècles, un pamphlet contre le voile, Tahrîr al Mar'a ("la libération des femmes"), écrit par Quâsim Amîn et publié en 1899 en Égypte. Il le décrit comme "symbole de la sujétion des femmes". Cela aboutit à la création du mouvement féministe égyptien en 1925 dont la présidente, Hoda Sha'râwi (1879-1947), se dévoile en 1926.

###### Féminisme islamique
Le terme "féminisme islamique" apparaît en 1990 avec la parution du magazine iranien Zanan qui, pour les laïques, apparaît comme un féminisme frelaté dans la mesure où il envisage un féminisme inspiré du Coran et conforme à la Charia. Le féminisme n'est pas le monopole des courants libéraux mais aussi de courants basés sur la tradition musulmane plus ouverte aux femmes que ne le laissent paraître les courants exclusivistes. C'est le cas de Sisters in Islam, une organisation malaise née de façon informelle en 1988 et devenue officiellement une organisation non gouvernementale en 1993.
Le féminisme musulman est alors un discours et une stratégie parmi d’autres déployés par les défenseurs des droits des femmes dans le monde musulman.

###### Féminisme dans le monde musulman
« Dans certains cas, comme dans les ouvrages de Fatima Mernissi sur le voile et les reines oubliées de l’islam, ou ceux d’Amina Wadud et Asma Barlas sur le Coran et les femmes, croyance personnelle et approche académique se rejoignent pour critiquer les interprétations et les pratiques patriarcales et proposer une nouvelle approche des débuts de l’histoire de l’islam. »

— Valentine M. Moghadam
Les plus connues de ces auteures et militantes sont Fatima Mernissi (marocaine), Iqbal Gharbi (tunisienne), Asma Barlas, Riffat Hassan, Azizah Y. al-Hibri, Leila Ahmed et Margot Badran, qui vivent aux États-Unis, et Ziba Mir-Hosseini (iranienne).
Le Premier Congrès international sur le féminisme musulman a été organisé à Barcelone du 27 au 29 octobre 2005 par la Junta Islamica Catalan avec le soutien du Centre de Catalogne de l'Unesco à Barcelone. Une partie des délégués a appelé au gender jihad, c'est-à-dire au combat pour le droit des femmes.

###### Associations féministes
- Sisters in Islam (Malaisie)
- Baobab, (Nigérianes)
- fédération internationale: Women Living under Muslim Laws

##### Homosexualité
article spécialisé Homosexualité dans l'islam
Quelques penseurs et théologiens libéraux ont une approche différente de celle de l'islam le plus traditionnel. Scott Siraj Al-Haqq Kugle montre que le rejet de l'homosexualité par l'islam traditionnel est à mettre pour une large part sur le compte d'une erreur d'exégèse

#### Pluralisme religieux

##### Des fondements théologiques classiques
Le "verset de l'épée", ordonne de combattre tous ceux (les païens et les idolâtres) qui ne croient pas « à la religion vraie » tandis que le "verset de la guerre" mobilise au combat à mort contre les juifs et les chrétiens (seulement parmi ceux qui "ne croient ni en Allah ni au Jour dernier, qui n'interdisent pas ce qu'Allah et Son messager ont interdit"). Mais, dit Abdelwahab Meddeb, « il faudrait s'affranchir du culte voué à la lettre réduite à un sens univoque : ce vecteur conduit à la violence. Il faudrait aussi circonscrire tel sens dans le contexte de son émission ».
Cette tradition critique ne tombe pas de la lune sous la plume des penseurs libéraux. Elle s'enracine dans la tradition interprétative des Lumières de l'islam. Par exemple, la critique du dogme de l'« insuperabilité » nommé aussi « inimitabilité » du Coran est un défi affronté dès le Xe siècle par des auteurs comme Abû 'l-'Alâ' al-Ma'arrî (mort en 1058).

##### la perspective des penseurs libéraux
Même si les courants les plus fondamentalistes présentent une interprétation exclusiviste, l'interprétation traditionnelle du Coran permet au musulman de reconnaître la légitimité des autres spiritualités. En particulier, ces versets sont mis à contribution :
« Les Sept Cieux et la Terre et ce qu'il y a en eux Lui rendent louanges, et il n'y a rien qui ne Le loue, mais vous ne comprenez pas leur louange »
« Et Nous n'avons pas envoyé d'Envoyé, si ce n'est dans la langue de son peuple, afin d'éclairer celui-ci. »
"N’as-tu pas vu qu’Allah est glorifié par tous ceux qui sont dans les cieux et la terre; ainsi que par les oiseaux déployant leurs ailes ? Chacun, certes, a appris sa façon de L’adorer et de Le glorifier. Allah sait parfaitement ce qu’ils font.
« En vérité les croyants, les juifs, les chrétiens, les sabéens, ceux qui croient en Dieu et au Jour dernier et agissent justement, voilà ceux qui trouveront leur récompense auprès de leur Seigneur. Ils n’éprouveront alors plus aucune crainte et ne seront pas affligés. »
« Certes, ceux qui croient, ceux qui pratiquent le judaïsme ainsi que les sabéens, les chrétiens, les zoroastriens et les polythéistes, Dieu les départagera le Jour de la Résurrection, car Il est Témoin de toute chose. » 
Dans ce cas, l'idée que l'islam est « la meilleure des religions » est comprise de façon relative. L'islam est la meilleure religion, parce qu'il est le plus adapté à son époque. Mais d'un point de vue absolu, toutes les religions se valent, dans la mesure où elles sont des moyens efficaces pour atteindre le But. En particulier, le verset XIV, 4 ouvre des perspectives infinies : on peut considérer comme légitimes des spiritualités ou des prophètes qui ne sont pas évoqués par le Coran.

### Citations coraniques
1. ↑  Coran IX, 5 ;29
2. ↑  (Coran, XVII, 44)
3. ↑  (XIV,4).
4. ↑  (XXIV/41)
5. ↑  (Coran II/62)
6. ↑  (Coran (XXII/ 17).